# Политический кризис в Венесуэле
Кризис в Венесуэле — события в Венесуэле после смерти Уго Чавеса. В 2013 году новым президентом страны был избран его соратник Николас Мадуро, продолживший политику своего предшественника. К началу 2014 года в стране обострились экономические проблемы (в 2017 году 93 % населения страны жаловались на недоедание), что привело к острой критике правящего режима и к политическому кризису.

## Экономический кризис

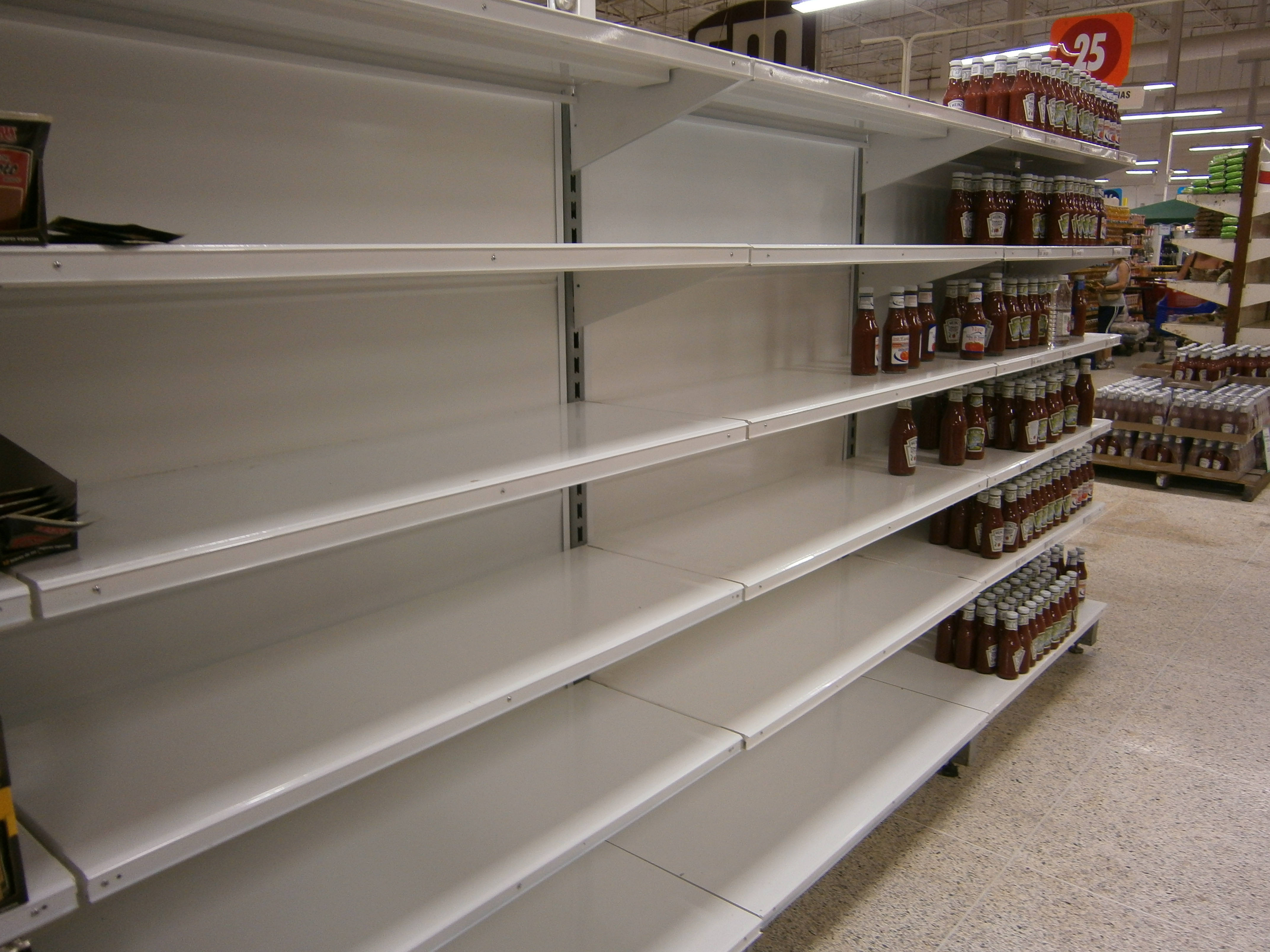
Пустые полки в венесуэльском магазине, март 2014 года

Экономика Венесуэлы в значительной степени зависит от мировых цен на нефть: выручка от продажи сырой нефти составляет около 95 % экспортных поступлений страны. В июне 2014 года цена на нефть резко снизилась: с $100 — $115 за баррель до $45 — $50 (декабрь 2014), что усугубило экономические проблемы Венесуэлы. Накануне прихода к власти Н. Мадуро (начало 2013 года) государственный долг Венесуэлы составлял 70 % ВВП, а бюджетный дефицит — 13 %. Хотя по итогам 2013 года ВВП страны вырос на 1,6 %, инфляция оставалась очень высокой — 56,3 %.
Мадуро, получив на полгода чрезвычайные полномочия от парламента, объявил «экономическое наступление» и, в частности, ввёл 30-процентный потолок на прибыль для частных компаний. В результате этих действий возник дефицит основных товаров — таких как сахар и растительное масло.
Резкое снижение экспортных поступлений привело также к сворачиванию социальных программ, что в свою очередь обрушило популярность президента Мадуро.
Кризис привел к обнищанию абсолютного большинства венесуэльского народа. В поисках пропитания жители страны идут даже в зоопарки, на помойки и городские свалки.

## Причины

### Версия правительства
Правительство объявило, что причиной кризиса является коррупция, саботаж и спекуляции, а также ведущаяся против страны экономическая война со стороны США. Была объявлена борьба со спекуляциями, в результате которой 26 ноября 2013 года была национализирована торговая сеть «Daka» за отказ понизить цены. После конфискации товаров все руководство торговой сети было арестовано.

### Версия оппозиции
Оппозиция обвиняет правительство и президента Мадуро в неверном управлении экономикой и разрушении демократических институтов.

## Конституционный кризис

### Конфликт парламента и суда
На парламентских выборах 2015 года оппозиция впервые за 16 лет получила большинство в парламенте. Однако правительство по-прежнему контролировало Верховный суд, в результате чего началось противостояние суда и парламента:
Действия суда
- В апреле 2017 года суд лишил лидера оппозиции Энрике Каприлеса права занимать государственные должности сроком на 15 лет[8].
- В конце марта суд объявил о принятии на себя полномочий парламента на основании обвинений трёх депутатов от оппозиции в нарушениях на выборах в 2015 году, после чего в стране началась новая волна массовых беспорядков, сопровождавшихся человеческими жертвами: в апреле-июне 2017 года погибло более 120 демонстрантов[9]. 1 апреля суд отменил своё решение о принятии на себя полномочий парламента[10][11][12].

Действия парламента
- 18 апреля парламент создал комиссию по замене судей Верховного суда[13].

## Массовые протесты

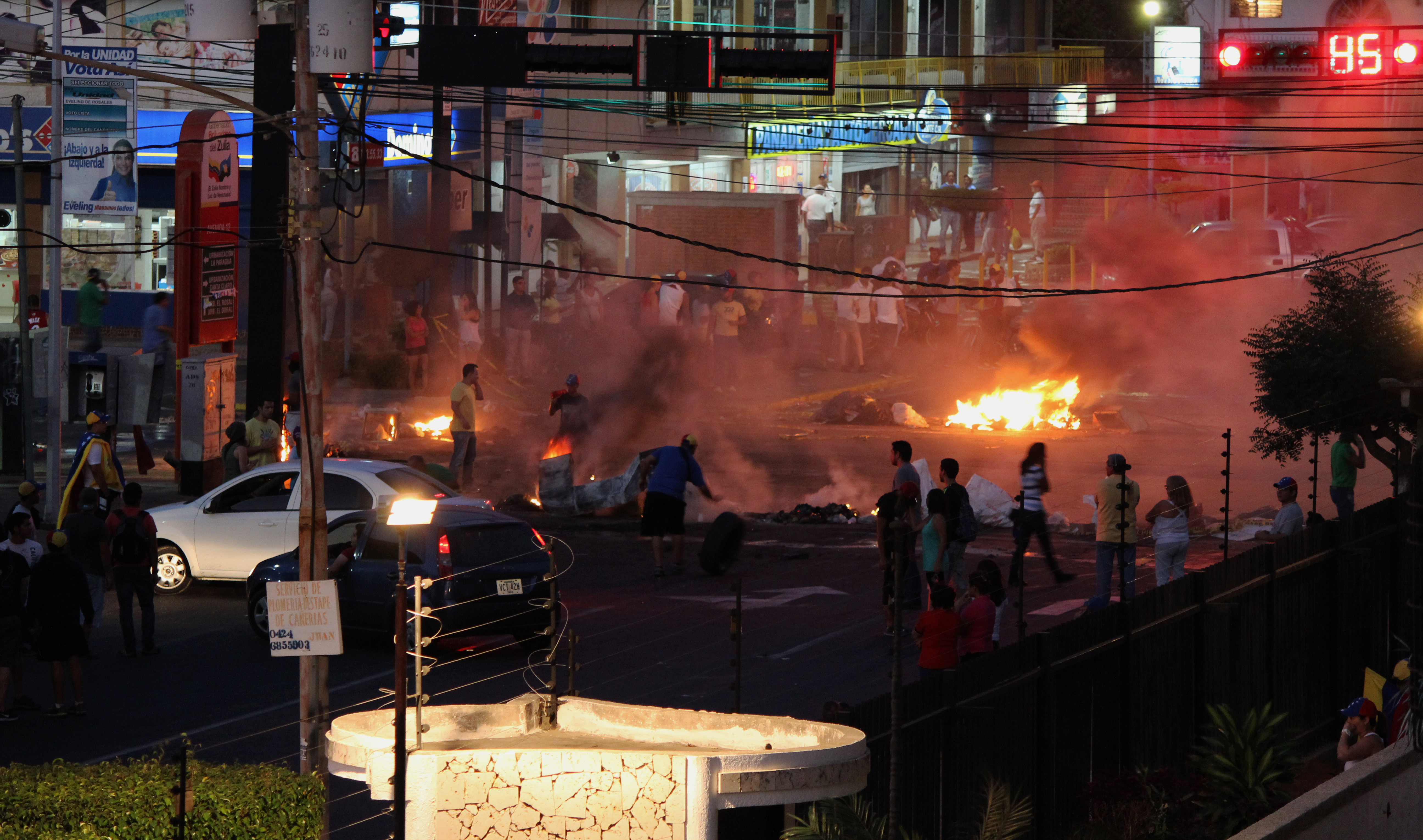
Беспорядки 20 февраля 2014 года в Маракайбо

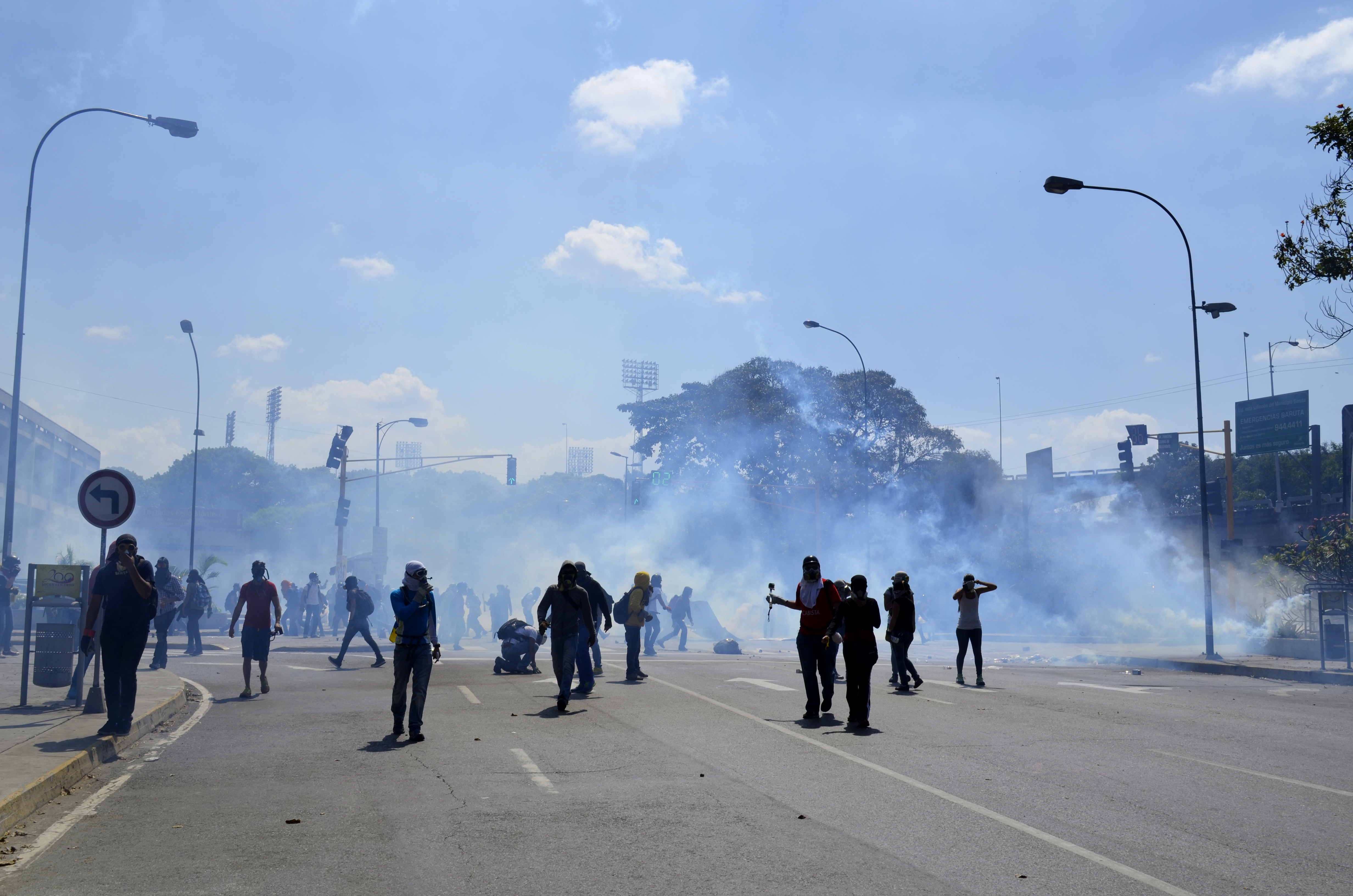
Беспорядки 12 апреля 2014 года

Массовые акции и демонстрации начались 4 февраля 2014 года со студенческих протестов в Сан-Кристобале, столице штата Тачира, а затем перекинувшиеся на другие города, в частности на Мериду. Их участники жаловались на недостаточные меры безопасности в университетских кампусах, а также протестовали против экономического кризиса, вызванного, как они считают, политикой правительства. Позже протесты перекинулись и на столицу страны, Каракас. Некоторые участники этих акций были задержаны силами безопасности, что дало толчок новым протестам, вылившимся к столкновениям с полицией и человеческим жертвам.
19 апреля 2017 года в различных городах Венесуэлы прошла серия массовых антиправительственных выступлений, названная «Мать всех маршей».

## Конституционное собрание
1 мая 2017 года, несмотря на протесты оппозиции, Мадуро своим декретом назначил выборы в Конституционную ассамблею — учредительное собрание страны. Оппозиция участвовать в выборах Ассамблеи отказалась.

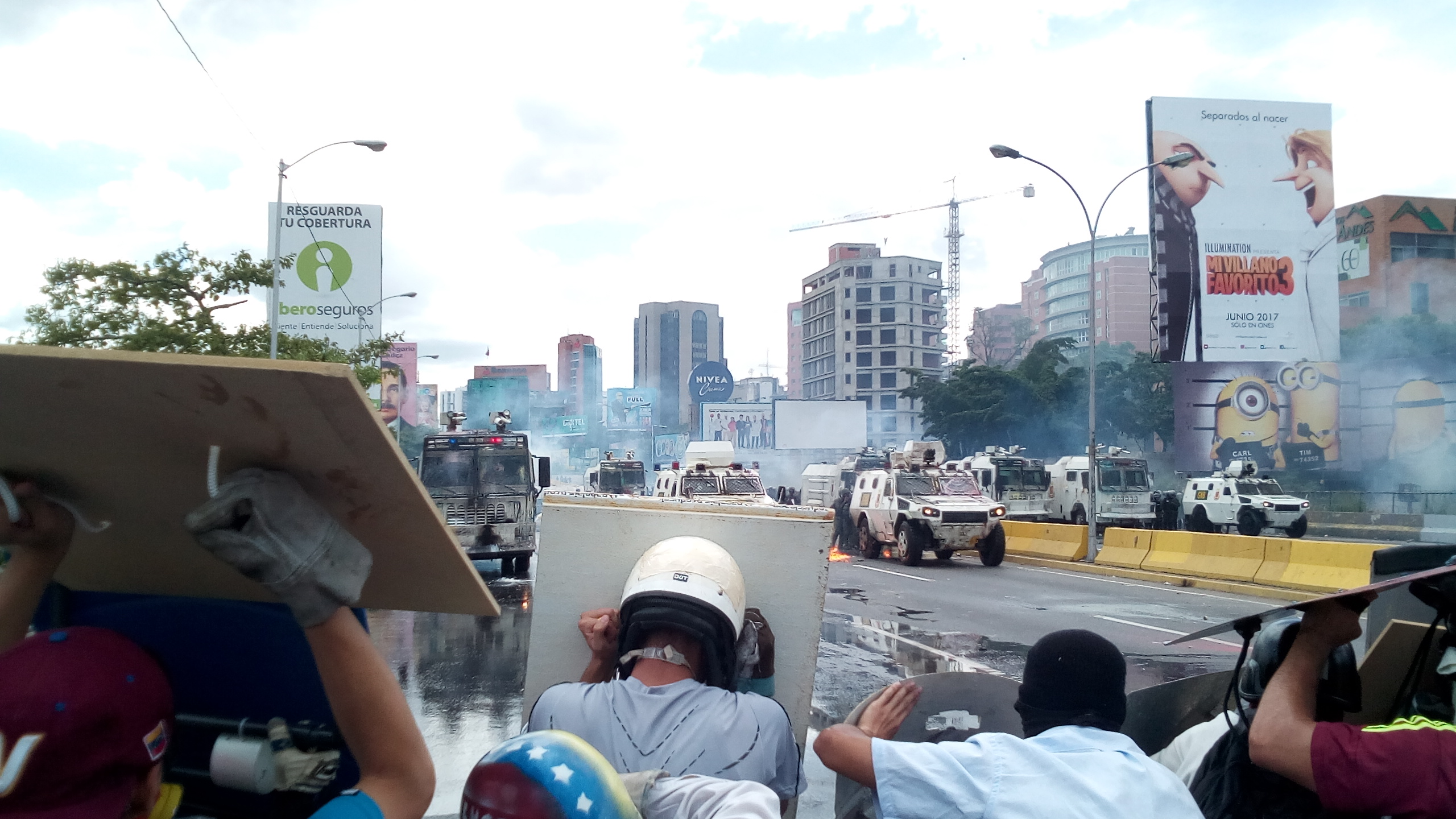
Столкновение протестующих с Национальной гвардией 19 июня 2017 г.

Международная реакция на создание Ассамблеи:
Венесуэла Одобряют Осуждают Нейтралитет

Выборы в ассамблею состоялись 30 июля 2017 года. Как указывают наблюдатели, многие из членов собрания избирались не на открытых выборах, а были выбраны от общественных организаций, подконтрольных президенту Мадуро. По официальным данным, в голосовании приняли участие 41,5 % избирателей. Оппозиция же заявила, что 88 % избирателей не пришли на участки для голосования. Выборы были омрачены жестокими столкновениями, во время которых погибли по меньшей мере десять человек.

### Протесты
Прокуратура
Против действия властей выступила Генеральный прокурор Луиса Ортега Диас; она обвинила бывшего главу Национальной гвардии Антонио Бенавидеса Торреса в том, что тот отдавал приказы о разгоне протестующих, в ходе которых были убитые и раненые в основном из-за чрезмерного применения силы. Прокурор также обвинила Торреса в нарушении прав человека, превышении должностных полномочий и пытках задержанных. По словам Диас, военнослужащие национальной гвардии неоднократно применяли огнестрельное оружие без приказа. Диас также неоднократно обращалась в судебные инстанции, оспаривая указ Мадуро о созыве Учредительного собрания. Также Диас не понравилось, что на пост Уполномоченного по правам человека в Венесуэле был назначен Тарек Уильям Сааб, который получил право проводить расследования, до того являвшиеся исключительной прерогативой правоохранительных органов. В ответ на её протесты в конце июня 2017 года Верховный суд Венесуэлы отстранил Диас от занимаемой должности, запретил ей выезд за рубеж и наложил арест на её банковские счета. В удовлетворении требований, касающихся созыва Учредительного собрания и Уполномоченного по правам человека, Диас было отказано.
Военные и сотрудники спецслужб
28 июня 2017 года группа сотрудников спецслужб во главе с бывшим инспектором Корпуса научных, уголовных и криминалистических исследований Оскаром Пересом угнала полицейский вертолёт, с которого затем обстреляла и сбросила несколько гранат на здание Верховного суда Венесуэлы (никто не пострадал), при этом во время полёта был развёрнут плакат с призывом к неповиновению.
6 августа группа военных объявила восстание против президента Мадуро (как сообщило El Nacional со ссылкой на видеообращение военных, появившееся в социальных сетях).
В декабре 2017 года Оскар Перес взял на себя ответственность за захват казармы венесуэльской армии в штате Миранда. Возглавляемой им группе удалось заполучить около 25 винтовок и несколько пистолетов.
15 января 2018 года вооружённая группа во главе с Оскаром Пересом, которая якобы намеревалась взорвать начинённый взрывчаткой автомобиль у иностранного посольства, была нейтрализована, часть её членов, включая Переса, была убита, ещё несколько человек были задержаны. При этом были убиты двое сотрудников полиции, пятеро получили тяжёлые ранения.

## Президентские выборы 2018 года
Очередные президентские выборы были назначены на май 2018 года.

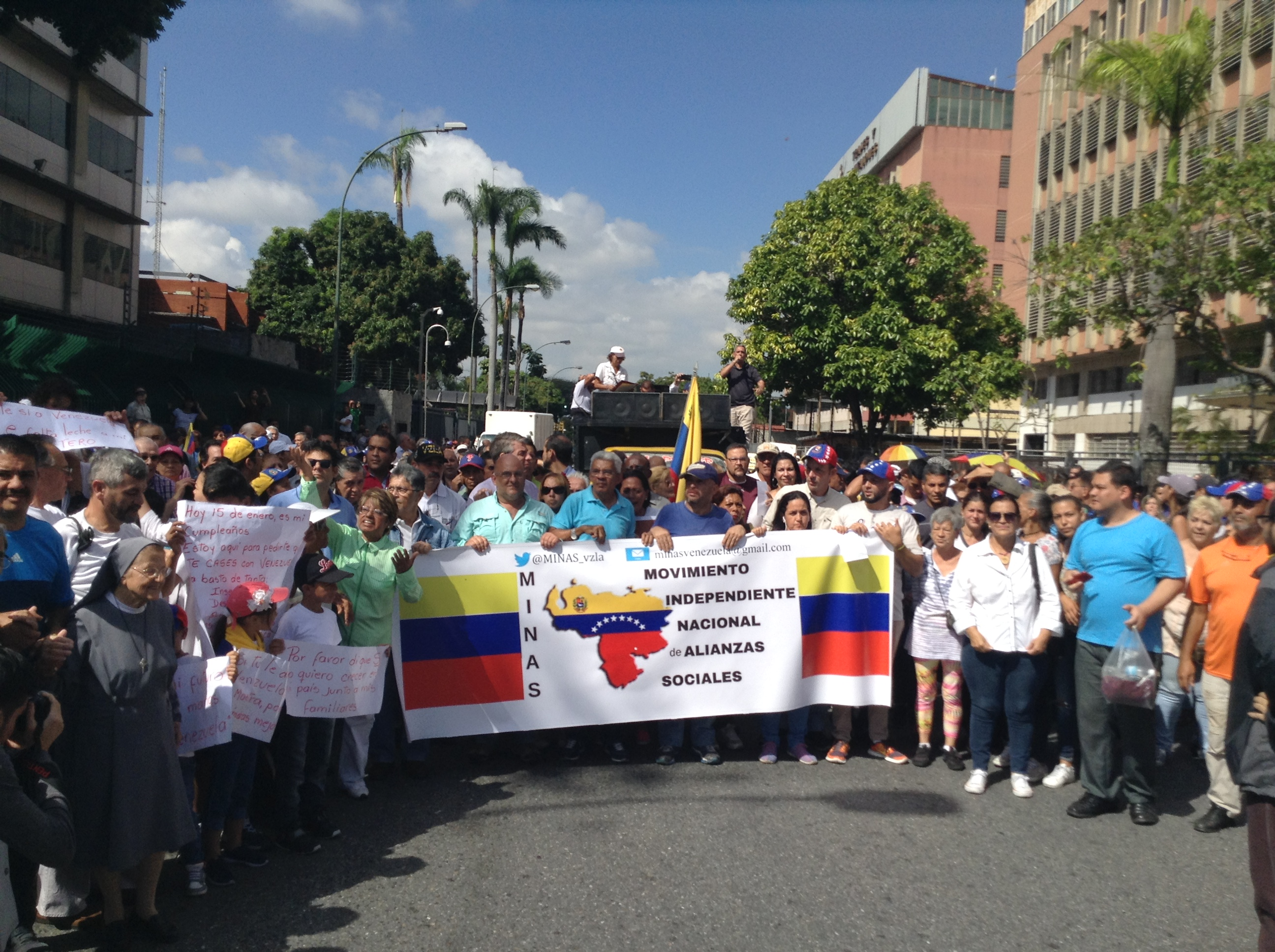
Марш в поддержку кандидатуры Лоренсо Мендоса 15 января 2018 года

Круглый стол демократического единства (MUD) заявил, что будет бойкотировать президентские выборы.
Большинство популярных лидеров и других членов оппозиции не смогли баллотироваться из-за привлечения их к уголовной ответственности. К ним относятся Энрике Каприлес (кандидат на выборах 2012 года и выборах 2013 года), Леопольдо Лопес (приговорен к почти 14 годам тюрьмы из-за Венесуэльских протестов), Антонио Ледесма (арестован в 2015 году и позже помещен под домашний арест), Фредди Гевара (с него была снята депутатская неприкосновенность и скрылся в резиденции посла Чили) и Давид Смолански (ныне в изгнании), а также Мария Корина Мачадо и Мигель Родригес Торрес, бывший министр обороны и диссидент—чавист, также в заключении.
Выборы прошли 20 мая 2018 года и Николас Мадуро был на них переизбран на новый срок, получив 67,79 % голосов. Явка составила 45,99 % по официальным данным и всего 17,32-25,8 % по данным независимых наблюдателей
Выборы вызвали протест со стороны большинства стран Запада, а также Латинской Америки. Четырнадцать стран, включая Аргентину, Бразилию и Канаду, отозвали своих послов из Каракаса в знак протеста против результатов выборов. По той же причине США наложили на Венесуэлу дополнительные экономические санкции. Президент США Дональд Трамп призвал к проведению новых выборов и прекращению репрессий в Венесуэле. Президент России В. В. Путин поздравил Н. Мадуро с переизбранием и пожелал ему успеха в решении социальных и экономических проблем страны. Кроме России, результаты выборов признали также Сальвадор, Куба и Китай.

## События 2019 года
В течение нескольких месяцев, предшествовавших инаугурации Мадуро, назначенной на 10 января 2019 года, противники Мадуро призвали его сложить полномочия, причём это давление усилилось после того, как Национальное собрание Венесуэлы было приведено к присяге 5 января 2019 года
Хуан Гуайдо, недавно назначенный председателем Национального собрания Венесуэлы, предложил сформировать переходное правительство, как только вступил в должность 5 января 2019 года. По его мнению, независимо от того, начал ли Мадуро свой новый срок 10 января или нет, в стране нет единого законно избранного президента. От имени Национального собрания Гуайдо стал одним из первых, кто осудил Мадуро, продолжившего исполнять свои обязанности, заявив, что страна фактически впала в диктатуру и не имеет лидера и что нация находится в состоянии чрезвычайного положения. Именно в этом заявлении он призвал «солдат, которые носят свою форму с честью, шагнуть вперёд и обеспечить соблюдение Конституции [и просить] граждан обрести уверенность, силу и сопровождать нас на этом пути».
Затем он объявил, что проведёт открытое кабильдо (собрание местных жителей для решения важных вопросов) 11 января. Оно приняло форму митинга на улицах Каракаса, и здесь Национальное собрание объявило, что Гуайдо принимает на себя роль исполняющего обязанности президента в соответствии с Конституцией Венесуэлы, а также объявляет о планах по смещению президента Мадуро.
25 января 2019 года американская газета «Нью-Йорк Пост» сообщила, что самопровозглашение Гуайдо непосредственно согласовывалось с руководством Соединённых Штатов и было инициативой вице-президента США Майкла Пенса.
Уильям Уолтер Кэй, обозреватель канадского издания «GlobalResearch.ca», на основе анализа конституции Венесуэлы, подверг сомнению законность притязаний Гуайдо. По словам обозревателя, в конституции Венесуэлы предусматриваются шесть ситуаций, вследствие которых президент больше не может исполнять обязанности, но ни одна из них не подходит для текущей ситуации в стране.
19 апреля 2019 года Хуан Гуайдо заявил о старте заключительной фазы операции «Свобода» по отстранению от власти президента страны Николаса Мадуро 1 мая и призвал граждан Венесуэлы принять участие в акции протеста, назначенной на эту дату.
30 апреля 2019 года в районе транспортной развязки Альтамира неподалеку от базы ВВС «Ла Карлота» группа военных перекрыла дорогу. Глава министерства связи и информации Хорхе Родригес заявил, что в стране совершена попытка государственного переворота и власти приступили к «обезвреживанию военнослужащих-предателей», отметив при этом, что речь идёт о небольшой группе путчистов. Николас Мадуро призвал граждан страны к «максимальной мобилизации» и заявил, что всё военное руководство на местах верно ему Министр обороны Венесуэлы Владимир Падрино заявил, что власти частично подавили акты насилия и высшее руководство страны остаётся верным действующему президенту. По его словам, почти 80 % военных, которых «обманным путем привели» на развязку Альтамира, рядом с военной базой Ла-Карлота, «сами вернулись к своим настоящим командирам».
К лету 2019 года экономическая ситуация в Венесуэле несколько улучшилась, на полках магазинов снова стали появляться товары. Это связывают с тем, что правительство перестало требовать соблюдения правил, запрещающих сделки с оплатой в иностранной валюте, и контролировать цены на многие товары. В результате произошла быстрая долларизация экономики.
К осени 2019 года волна массовых протестов против Николаса Мадуро постепенно прекратилась.

### Комментарии
1. ↑  Аналогичные проблемы возникли и в других странах с доминирующим экспортом углеводородов, таких как Нигерия, Россия и др. (См. Валютный кризис в России (2014 — 2015))